# Marmota flaviventris
La marmotta dal ventre giallo (Marmota flaviventris (Audubon & Bachman, 1841)) è un grosso sciuride terricolo dalla struttura tozza. È una delle quindici specie del genere Marmota ed è originaria delle regioni montuose del Canada sud-occidentale e degli Stati Uniti occidentali, comprese le Montagne Rocciose, la Sierra Nevada e il monte Rainier nello stato di Washington, generalmente al di sopra dei 2000 metri. La sua pelliccia è prevalentemente marrone, con una folta coda scura, il petto giallo e una macchia bianca tra gli occhi; può pesare fino a circa 5 chilogrammi. Vive in tane sotterranee in colonie composte anche da venti esemplari con un solo maschio dominante. È diurna e si nutre di sostanze vegetali, insetti e uova di uccelli. Va in ibernazione per circa otto mesi, da settembre fino a tutto l'inverno.

## Descrizione
Le marmotte dal ventre giallo adulte di solito pesano 1,6-5,2 kg, anche se i maschi in genere pesano più delle femmine. Il peso oscilla in modo piuttosto drastico durante il corso dell'anno, con un minimo registrato all'inizio della primavera e un massimo all'inizio dell'autunno. I maschi adulti pesano generalmente tra 3 e 5 kg e le femmine adulte tra 1,6 e 4 kg. Misurano 47-68 cm di lunghezza, compresa la breve coda che misura 13-21 cm, ricoperta da peli beige, rossastri e neri; il piede posteriore misura 7-9 cm.
La marmotta dal ventre giallo ha un aspetto piuttosto brizzolato, in quanto alcuni peli di guardia presentano un'estremità chiara e delle bande scure. Ha il cranio largo e piatto, la testa scura e il naso anch'esso scuro con una chiazza pelosa bianca. La pelliccia è costituita da peli di guardia ruvidi e lunghi e da un sottopelo lanoso più corto. È di colore marrone, con una macchia di peli bianchi sul muso davanti agli occhi. Deve il nome comune e scientifico alla colorazione giallo brillante sul ventre, sui lati del collo e sulla gola. Le orecchie, piccole e rotonde, misurano 1,8-2,2 cm di lunghezza, il muso è corto e bianco. Il dorso è di colore bruno-rossastro brizzolato con peli neri e grigio-marrone chiaro. I piedi sono di colore da giallastro a marrone scuro. L'animale appare piuttosto corpulento in autunno, quando accumula riserve di grasso in preparazione dell'ibernazione.

## Distribuzione e habitat

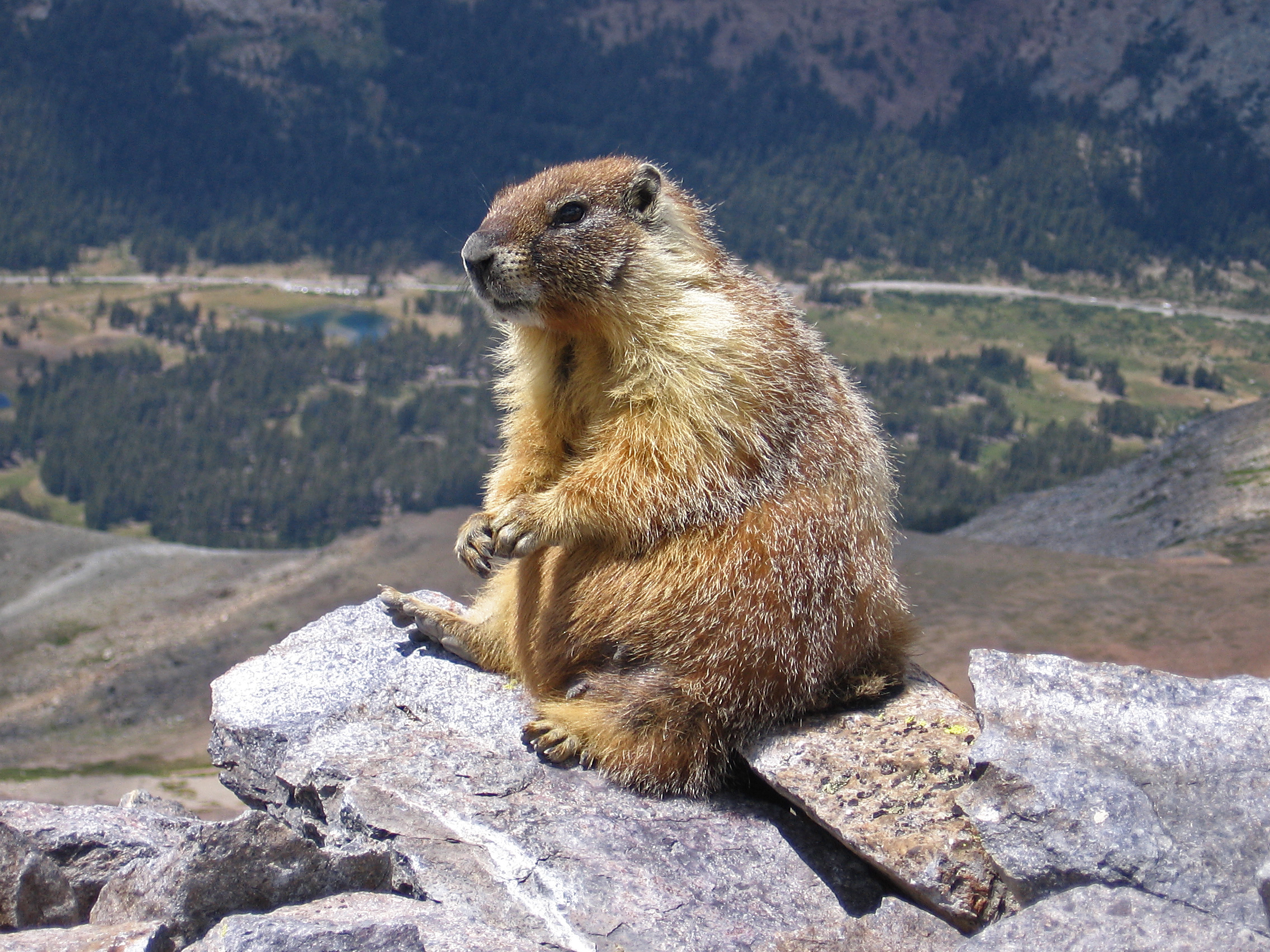
Una marmotta sul monte Dana, nel parco nazionale di Yosemite.

La marmotta dal ventre giallo vive nel Canada sud-occidentale e negli Stati Uniti occidentali, comprese le Montagne Rocciose e la Sierra Nevada. Verso nord, il suo areale si spinge fino alla Columbia Britannica meridionale e verso est fino alle regioni di montagne e bacini del Wyoming, del Montana orientale, del Colorado e dell'Alberta meridionale. A sud, il suo areale giunge al Nuovo Messico settentrionale.
Abita steppe, prati, ghiaioni e altri habitat aperti, a volte ai margini di foreste di latifoglie o conifere. In Colorado, si incontra da 1600 a oltre 4300 m di altitudine. Nelle regioni centrali e orientali dello stato di Washington è comune a bassa quota.
Questi roditori si incontrano nelle valli, nei prati e nelle colline pedemontane e tendono ad occupare le aree prive di vegetazione. Il loro territorio si estende per circa 2,5 ettari attorno a una serie di tane scavate durante l'estate. Scelgono di scavare le loro tane sotto le rocce, poiché qui è meno probabile che vengano avvistate dai predatori, come volpi, cani, coyote, lupi e aquile. Dopo aver visto un predatore, la marmotta dal ventre giallo lancia un fischio per avvertire i propri simili nella zona, dopodiché si nasconde in genere in un mucchio di rocce vicine fino a quando la minaccia non è cessata.

## Biologia

### Comportamento

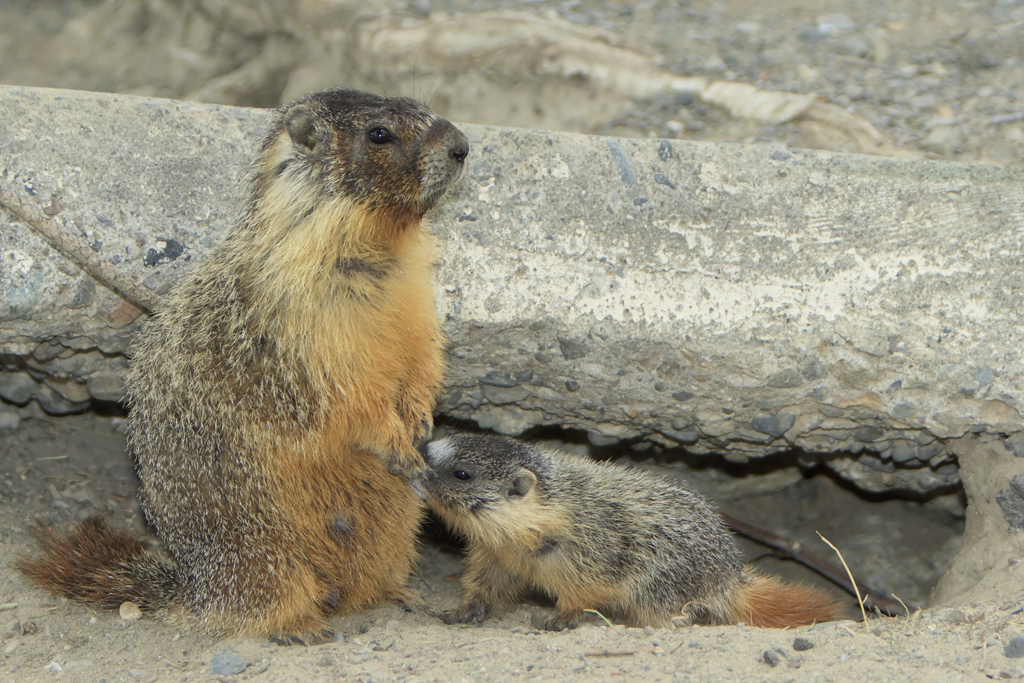
Femmina che allatta il proprio piccolo a Kamloops (Columbia Britannica).

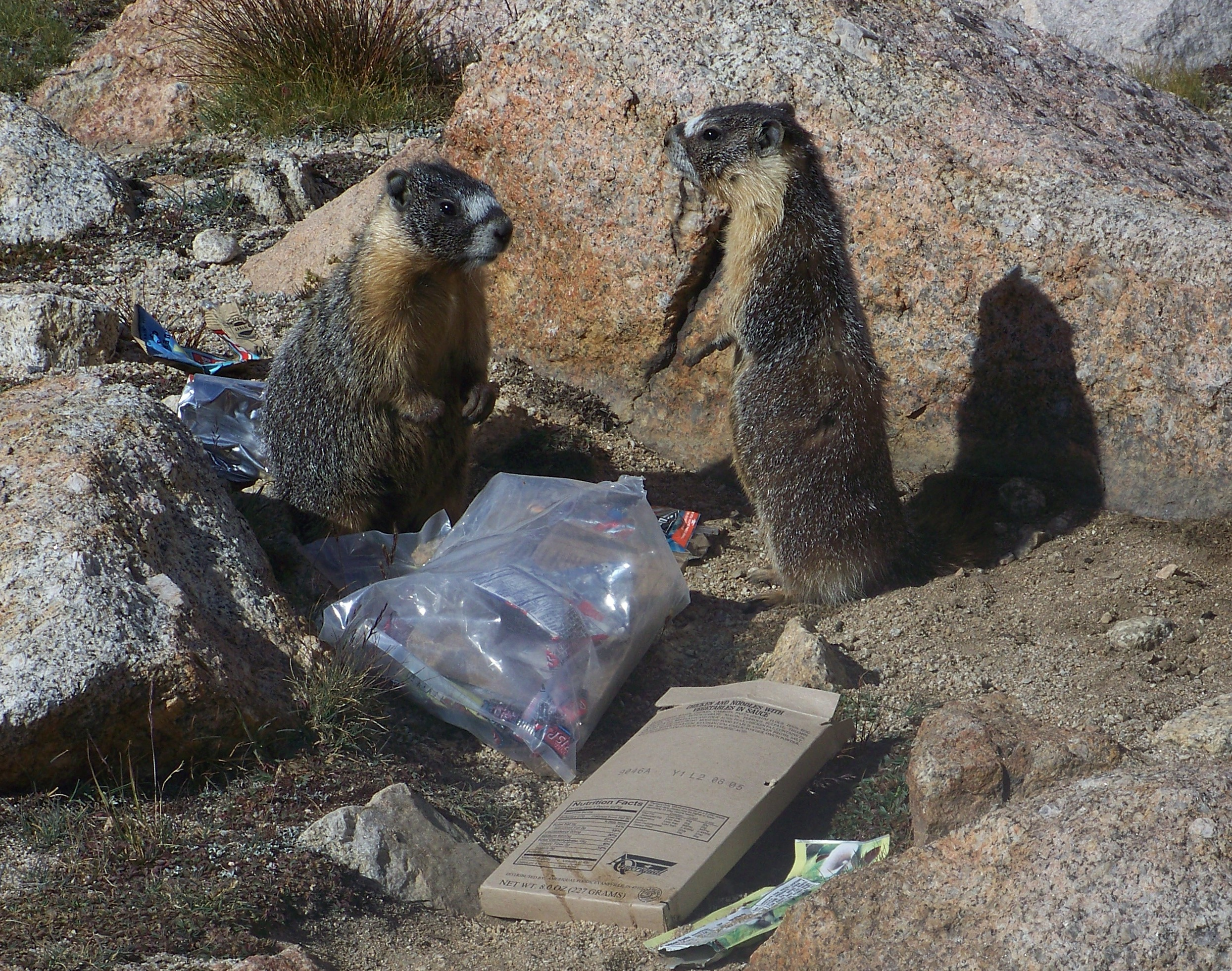
Marmotte mangiano i rifiuti lasciati dagli escursionisti in un campeggio vicino al monte Whitney (California).

Le marmotte si riproducono a partire dai due anni circa e possono vivere fino a quindici anni. Risiedono in colonie di circa dieci-venti individui. Ogni maschio scava una tana subito dopo essersi svegliato dal letargo e inizia a cercare femmine con cui accoppiarsi. Entro l'estate, può essersi accoppiato anche con quattro femmine. Ogni femmina partorisce in media da tre a cinque piccoli per volta. Tuttavia, solo circa la metà di questi piccoli riesce a raggiungere il primo anno di età. Le marmotte hanno un sistema di riproduzione poliginico basato sugli harem, in cui il maschio si accoppia con due o tre femmine contemporaneamente. Le giovani femmine tendono a rimanere nell'area intorno alla tana natia, mentre i maschi in genere se ne vanno quando hanno un anno di età e iniziano a radunare intorno a sé una o più femmine.
Le marmotte dal ventre giallo trascorrono circa l'80% della loro vita nelle loro tane, di cui il 60% in letargo. Spesso trascorrono anche le ore più calde della giornata e la notte all'interno della tana. Queste tane vengono solitamente costruite su un pendio, come una collina, una montagna o una falesia. Le tane destinate all'ibernazione possono essere profonde fino a 5-7 m; tuttavia, quelle costruite per l'uso quotidiano sono solitamente profonde solo un metro. Il periodo di ibernazione varia a seconda dell'altitudine, ma in genere va da settembre a maggio. Se ne hanno l'occasione, si arrampicano anche sugli alberi o su altre piante, sebbene di solito siano terricole.

### Alimentazione
Le marmotte dal ventre giallo sono diurne e diventano meno attive durante la notte. Pur essendo onnivore, mangiano generalmente un'ampia varietà di piante e vengono pertanto considerate degli erbivori generalisti. Si nutrono prevalentemente di erba, cariossidi, foglie, fiori, legumi, uova di uccelli e insetti. All'occasione, mangiano anche frutta e corteccia degli alberi da frutto. Negli esperimenti destinati a studiare le preferenze alimentari, le marmotte dal ventre giallo rifiutavano le piante contenenti composti difensivi. A causa di questo, mangiano i fiori di lupino, speronella e aquilegia, ma evitano i loro germogli, contenenti composti tossici. La loro scelta alimentare dipende dalle concentrazioni di acidi grassi e proteine, ben presenti in cinquefoglie, panace bovina e foglie di tarassaco, anch'essi presenti nella loro dieta. Alla fine dell'estate, tuttavia, la maggior parte della loro dieta è costituita da erba, piante e semi. Amano anche nutrirsi di erba medica e trifoglio. Bevono poca acqua, in quanto il loro fabbisogno idrico viene soddisfatto principalmente dalla loro dieta vegetale.

## Conservazione
Dal 1996, quando è stata inserita per la prima volta nella Lista rossa IUCN delle specie minacciate, la marmotta dal ventre giallo figura nella categoria delle «specie a rischio minimo» (Least Concern). Poiché la specie non è minacciata ed è protetta in diverse zone del suo areale, non necessita di appositi programmi di conservazione da mettere in atto.